# 魔鬼的訟辯人
魔鬼的訟辯人，又称恶魔的代言人、恶魔的辩护人、恶魔的辩护者、魔鬼的辩护者、魔鬼代言人，指的是提出一個意見，且該意見與「多數人的看法」、「主流思想」、「政治正確的觀點」不一致的那個人。 魔鬼代言人的存在能激發一個群體的腦力激盪，引導群體回頭重新檢視那原有之既定思維模式。這種提出意見的方式最早源自羅馬天主教會。
一個開放包容的社群，能允許社群下的成員無後顧之憂地公開質疑那經由團體決策而成的方案。這樣的氛圍，最終反倒將保護該社群不受艾比里尼弔詭（指團體成員因囿於有限的資訊或特定的情境，沒有人願意挺身而出，最終集體被迫採取非其真心所欲之行動，及其後續產生的矛盾問題。）的衝擊或因產生團體迷思，使得「團結」的假象最終導致其社群的走向與社群最初的目標背道而馳，除此之外，也能遠離團體決策機制失能、決策效果隱誨不彰的問題。

## 歷史
在羅馬天主教中，在封聖過程中，對聖人資格進行審查與認定的教會律師，稱為助信者（英語：Promoter of the Faith），俗稱魔鬼的訟辯人（英語：devil's advocate）。他們的職責是對於封聖候選人的資格進行質疑，挑戰他所行使的神蹟。跟魔鬼代言人進行辯論的另一方，稱為上帝的訟辯人（英語：God's advocate），他們負責支持封聖候選人，提出對他有利的理由。對這場辯論進行仲裁與做出決定的，稱為推動正義者（英語：Promoter of Justice）。
這個職位，於1587年，由教宗西克斯圖斯五世設立；1983年，教宗若望·保祿二世廢除了這個機構。

## 文獻
1. ↑   (PDF). 香港特別行政區政府律政司法律草擬科.   [2022-09-29]. （原始内容存档 (PDF)于2022-08-20）.
2. 1 2  黃靖軒. . archive.is. 2019-04-23  [2019-04-23]. 原始内容存档于2019-04-23 （中文）.
3. ↑  陳成宏; 粘忠倚. . 興國學報. 2007-01-01, (7): 263–273  [2019-04-23]. ISSN 1814-5175. doi:10.29950/JHKUM.200701.0017. （原始内容存档于2019-04-23） （中文）.
4. ↑  Fanning, W. .  12. New York: Robert Appleton Company. 1911  [2018-01-19]. OCLC 811253232. （原始内容存档于2019-06-20）.

## 外部連結
- . . New York: Robert Appleton Company. 1913.
- . . New York: Robert Appleton Company. 1913.
- The evolution of the Promoter of the Faith in causes of canonization （页面存档备份，存于）